# Bou Ahmed
Si Ahmed ben Musa, Bou-Ahmed oder Ba Ḥmad (Abu Aḥmad) (* 1840 in Marrakesch; † 13. Mai 1900 ebenda) war von 1894 bis 1900 Großwesir am Hof von ʿAbd al-ʿAzīz und führte als solcher die Regierung für den anfangs noch minderjährigen Regenten.

## Leben
Bou Ahmed war der Sohn des Großwesirs Sī Mūsā, der als dunkelhäutiger Sklave in einem der Paläste der Scherifen geboren wurde. Er wuchs mit dem Thronfolger Mulai al-Ḥasan I. auf. Als Mulai Ḥasan Sultan wurde, machte er Abu Mohammed zum Kammerherrn.
Nach dem Tod von Mulai al-Ḥasan I. 1894 während einer Militärexpedition bei Kasba Tadla, führte Bou Ahmed die Regierung. Er arrangierte, dass nicht der Erstgeborene, sondern Ḥasans jüngster Sohn ʿAbd al-ʿAzīz mit 13 Jahren zum neuen Scherifen ausgerufen wurde. In den verschiedenen Pfalzen Rabat, Fès und Marrakesch gab es eine Handvoll Nachfahren des Propheten, welche den Thron mit mindestens gleich viel Recht für sich in Anspruch hätten nehmen können. Die einflussreichste Fraktion war in Rabat, deshalb sollte hier ʿAbd al-ʿAzīz als Erbe von Mulai al-Ḥasan I. proklamiert werden. Kasba Tadla war damals von Rabat mindestens fünf Reisetage entfernt. Um dem Boten, der in Rabat die Ausrufung von ʿAbd al-ʿAzīz veranlassen sollte, einen Vorsprung zu geben, wurde der Tod von Mulai al-Ḥasan zunächst nicht bekannt gegeben und das höfische Zeremoniell mit der Leiche fortgesetzt. Bis der Körper des Sultans seinen Tod am Geruch verriet, war ʿAbd al-ʿAzīz als Regent installiert und Bou Ahmed bildete mit Lalla Reqia, der Mutter des neuen Sultans, einer weißen Sklavin aus dem osmanischen Gebiet Kaukasien, eine Koalition.
Als mögliche Rivalen in Fès machte Bou Ahmed den Kriegsminister Si Mohammed Soreir und dessen Bruder Haj Amaati, den Großwesir, aus. Amaati wurde bei seinem Antrittsbesuch beim neuen Sultan in Ketten gelegt und an seinen Bruder Soreir, der vor seinem Haus verhaftet worden war, gekettet und nach Tetuan gesandt. Als Amaati starb, wollte ihn der Gouverneur von Tetuan nicht begraben, da er fürchtete, der Sultan würde ihn dafür strafen, dass er ihn habe entkommen lassen, und fragte schriftlich beim Scherifen um Anordnungen nach. Deshalb blieb Si Mohammed Soreir, bis Antwort vom Hof kam, elf Tage an seinem verstorbenen Bruder angekettet. Als 1908 ʿAbd al-ʿAzīz von seinem älteren Halbbruder ʿAbd al-Ḥāfiẓ gestürzt wurde, kam Soreir frei.
Ende 1899 wurde unter Bou Ahmed die Rebellion Misfioua Berber im Zentralatlas niedergeschlagen. Auf der Straße liefen Gefangene, in Gruppen zu 15 bis 20 aneinandergekettet. Ihre Frauen und Kinder schleppten sich ihnen nach. Bou Ahmed ließ mit 50 gepökelten Misfiouaköpfen die Stadtmauer von Fès dekorieren. Andere Misfioua wurden geprügelt, und die Salzstrafe angewandt. Die Handflächen wurden aufgeschnitten, die Schnitte mit Salz gefüllt, die Finger zurückgebogen, und eine Faust mit nasser Schafhaut gebunden. Wenn dies getrocknet war, war die Hand für immer ein nutzloser Fleischball.
Als es mit Bou Ahmed zu Ende ging, bestellte er auf den Rat von Ärzten noch Sauerstoffflaschen in Europa, er starb aber, bevor diese Marokko erreichten, an Herzinsuffizienz.

## Bahia-Palast
1867 ließ Si Moussa in Marrakesch einen Palast errichten, den sein Sohn Bou Ahmed um eine Moschee, einen Hammām und einen Garten ergänzen ließ und Bahia nannte. Der Bahia-Palast hat heute auf 8000 m² 160 Räume, Patios und Riads.
Der Bau, der unter der Leitung des Architekten Mohammed bin Makki entstand, zeigt eine einzigartige Mischung aus andalusischer und maurischer Baukunst, die an die Alhambra erinnert. Charakteristisch sind graziöse Stuckarbeiten, geschnitzte Zedernholzdecken, kunstvolle Mosaike (Zellij) und dekorative Arabesken. Elemente wie die Maschrabiyya zeugen von traditioneller islamischer Architektur, die Privatsphäre und Raumklima optimiert. Obwohl seine asymmetrische Erweiterung die klassischen Ordnungsprinzipien islamischer Architektur bisweilen bricht, ist der Palast ein überwältigendes Beispiel marokkanischer Handwerkskunst und gehört zum UNESCO-Weltkulturerbe.

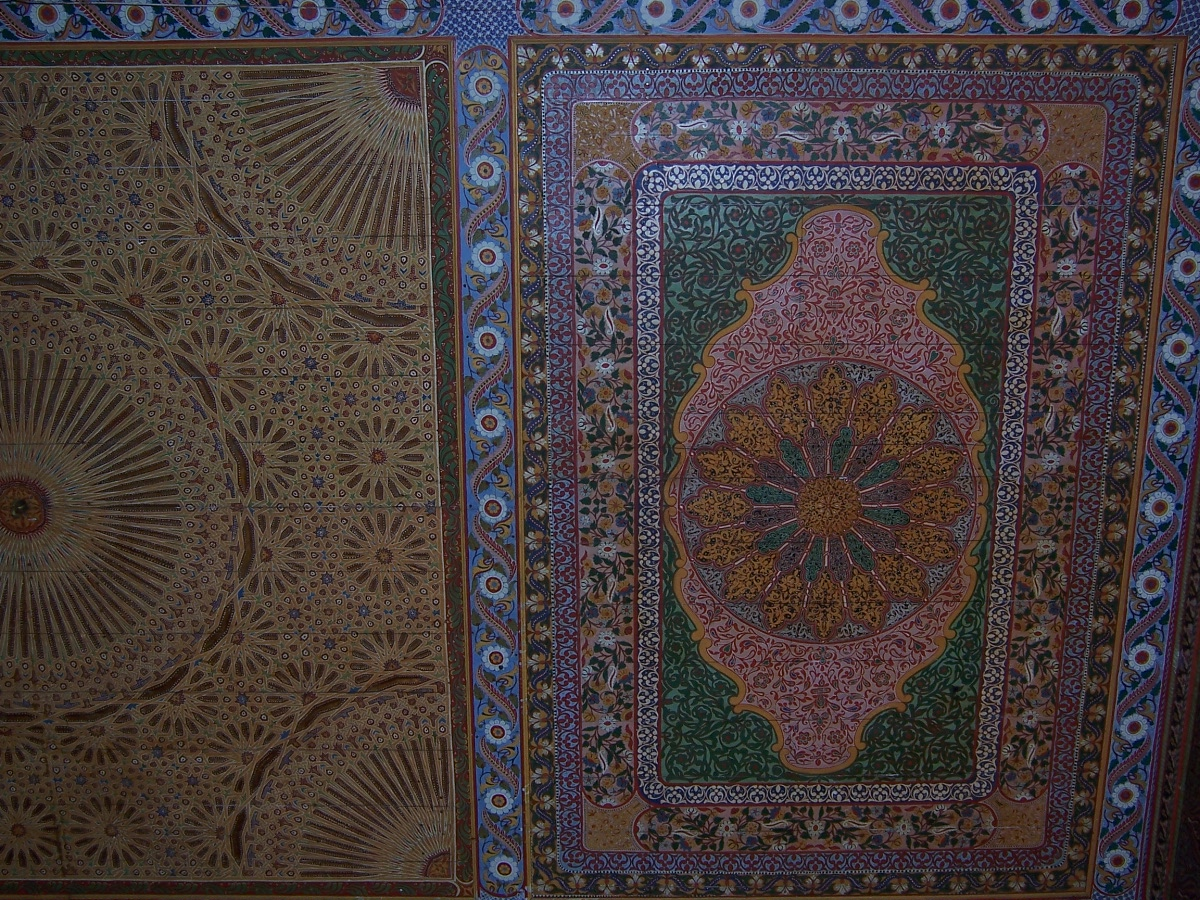
Bemalte Holzdecke
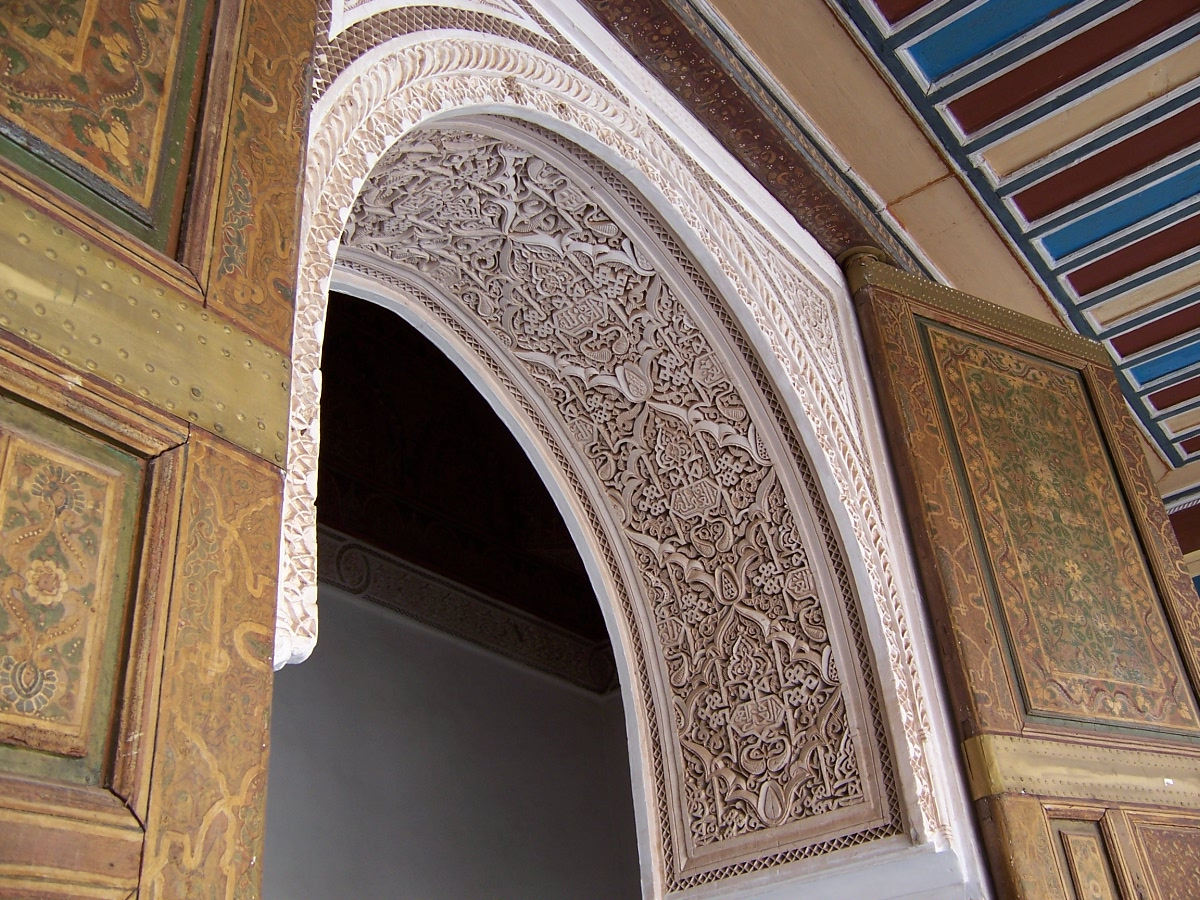
Architekturdekor Türbogenwange
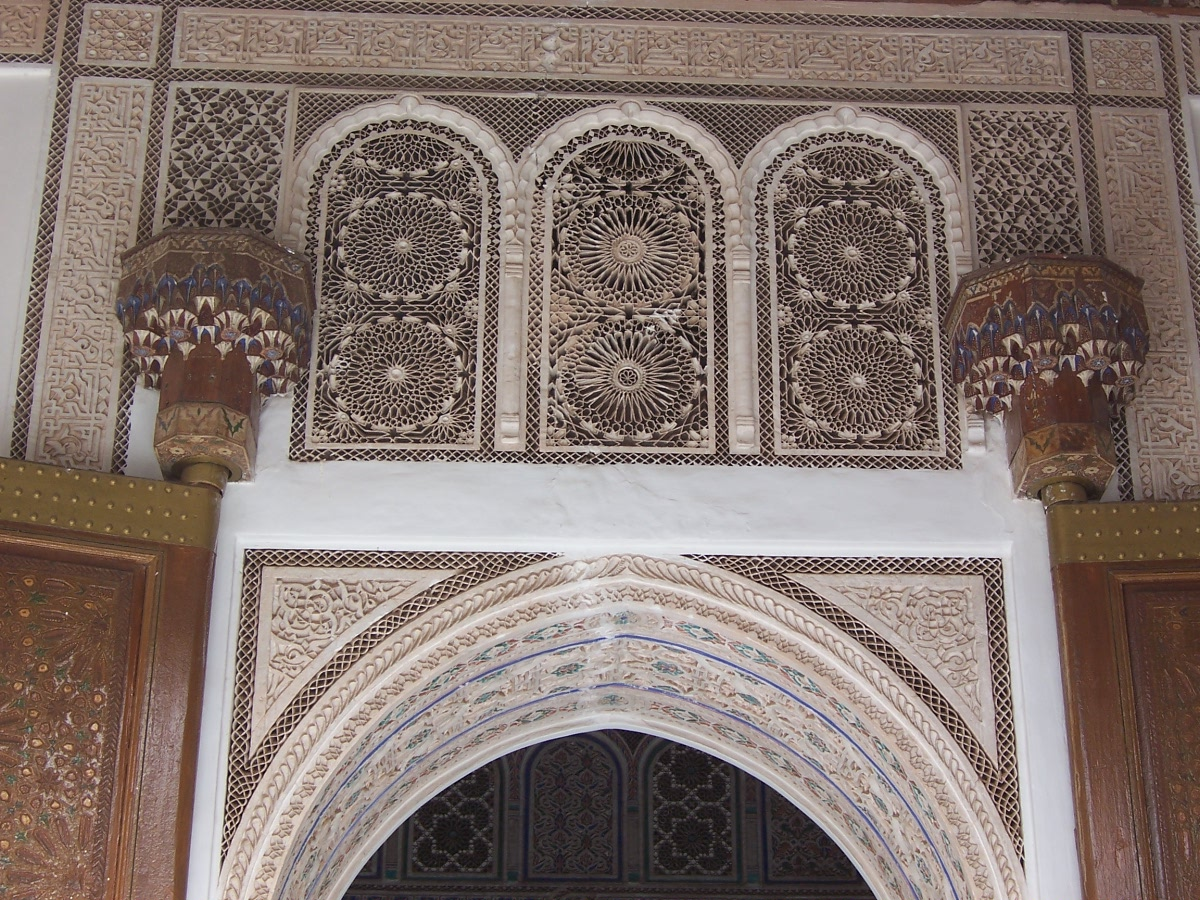
Türsturz
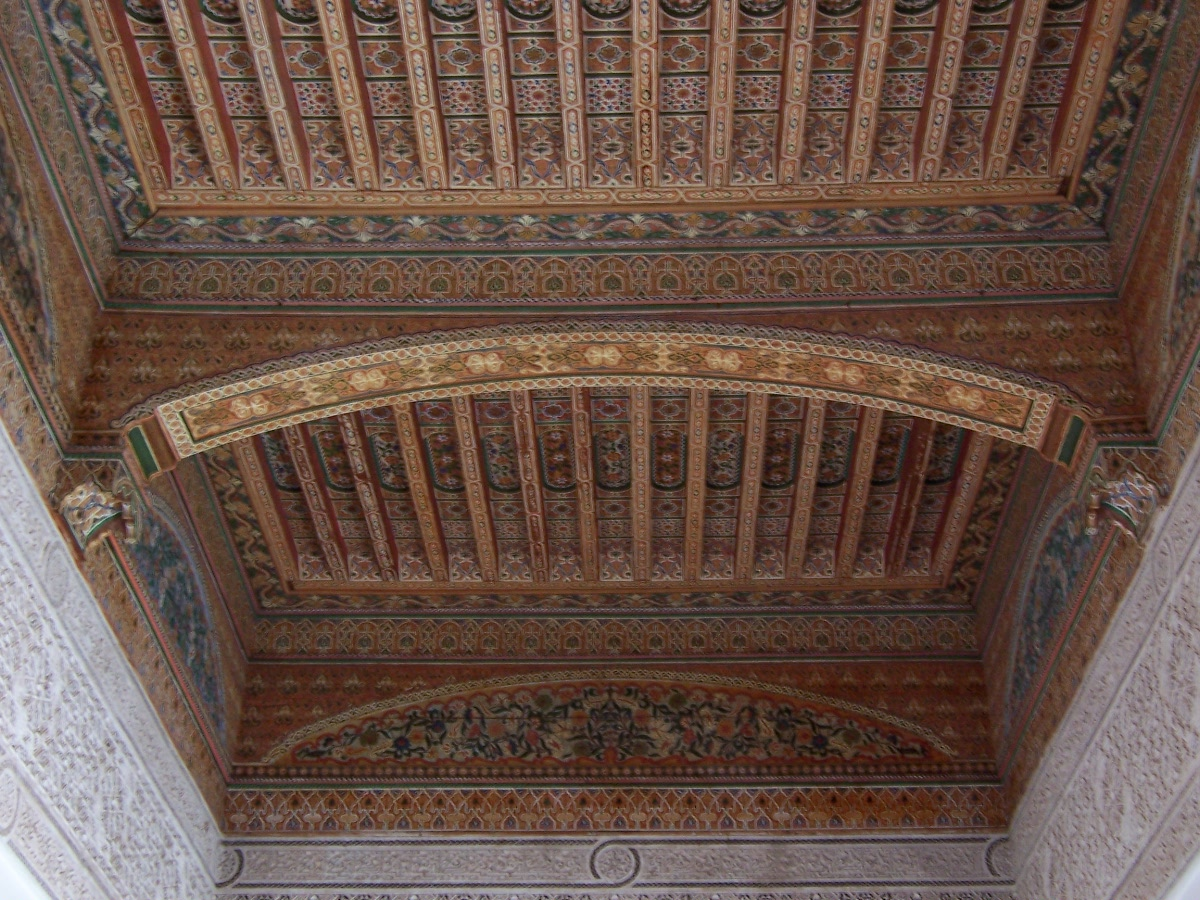
Kassettendecke

Als Bou Ahmed 1900 starb, ließ Abd al-Aziz sein gesamtes Vermögen konfiszieren. Danach diente der Bahia-Palast als Sitz der französischen Protektoratsverwaltung. 
Seit dem Erdbeben von 2023 werden Teile der Anlage umfassend restauriert.